# 永瀬伸子
永瀬 伸子（ながせ のぶこ）は、日本の経済学者。大妻女子大学教授。お茶の水女子大学名誉教授。

## 来歴
1982年、上智大学外国語学部英語学科を卒業後、銀行に入行。1989年東京大学経済学部卒業、1992年東京大学大学院経済学研究科修了、経済学修士号、1995年経済学博士号を取得。
1995年、東洋大学経済学部専任講師、のち助教授に就任。1998年にお茶の水女子大学生活科学部助教授に就任。2005年、政府税制調査会特別委員。2006年、お茶の水女子大学大学院人間文化研究科（現・大学院人間文化創成科学研究科）教授に就任する。2007年、統計審議会委員。2011年、お茶の水女子大学大学院人間文化研究科ジェンダー学際研究専攻長に就任し、2011年からお茶の水女子大学学長補佐に着任する。2012年、国際労働財団理事、21世紀職業財団理事。2013年から2014年まで、ハーバード大学客員研究員、コーネル大学客員研究員。2015年、お茶の水女子大学学長補佐。日本学術会議会員（23期、24期）。
2017年10月から、日本学術会議第一部会総合ジェンダー分科会委員長、日本学術会議経済学委員会幹事、2018年4月から社会保障審議臨時委員、2014年10月から総務省の統計委員会委員を務めている。2020年、中央社会保険医療協議会公益委員。2021年、お茶の水女子大学大学院人間文化研究科創成科学 ジェンダー学際研究専攻長。2023年7月、人口戦略会議委員。2025年3月にお茶の水女子大学を退官、4月より大妻女子大学データサイエンス学部教授。

## 研究活動
研究分野は、労働経済学および社会保障論。計量的な実証分析を行なっている。2003年から2007年まで、お茶の水女子大学21世紀COEプログラム「ジェンダー研究のフロンティア」に参加し、北京、ソウルでパネル調査の実施と分析に携わった。2008年から2012年までは、文部科学省の委託事業である「近未来の課題解決を目指した実証的社会科学研究推進事業」に参画し、「ジェンダー格差センシティブな働き方と生活の調和：キャリア形成と家庭・地域・社会活動が可能な働き方の設計」の代表として日本を中心に海外との比較を交えた研究を実施した。2016年6月、日本人口学会の「第15回日本人口学会優秀論文賞」を受賞（「育児短時間の義務化が第1子出産と就業継続、出産意欲に与える影響:法改正を自然実験とした実証分析」）した。
政府の働き方改革については、「女性の賃金の底上げには、正社員比率を上げるか、非正社員の立場でも経験とともに賃金が上がるような働き方をつくり出すしかない」との見解を有している。女性労働と家族形成についての実証研究をまとめた『日本の女性のキャリア形成と家族：雇用慣行・賃金格差・出産子育て』（勁草書房、2024年）では、2025年3月冲永賞を受賞した。同書において、日本女性について、国際的にみても男女年収の格差が大きいこと、さらに生涯無子女性の増加という変化と3割という高さという両面でOECDで突出していることを示した。正社員と非正社員の均等・均衡の考え方を、仕事内容、責任に加えて「入社から将来にわたる配置の範囲」の異同ではなく、より現在に重きをおいたものとすべきとしている。また両者の格差縮小、労働市場の統合が、少子化の緩和としてもっとも重要と人口戦略会議編の中公新書の中で主張している。